# Jacques Chastenet
Jacques Albert Antoine Guillaume Chastenet de Castaing (* 20. April 1893 in Paris; † 7. Februar 1978 ebenda) war ein französischer Historiker, Diplomat und Journalist.

## Leben
Chastenet wurde 1893 als Sohn des Politikers und Senators Guillaume Chastenet de Castaing geboren. Er besuchte das Lycée Condorcet und begann anschließend ein Studium der Geschichte und der Rechtswissenschaften an der Universität Paris und an der École libre des Sciences politiques, das er 1913 abschloss. Während des Ersten Weltkriegs diente er als Verbindungsoffizier zu den Amerikanern. Nach dem Krieg promovierte er 1918 und begann eine diplomatische Karriere als Attaché. 1920 wurde er Generalsekretär des Interalliierten Hohen Ausschusses für die Rheinlande.
Nachdem er einige Jahre als Botschaftssekretär im Ausland verbracht hatte, kehrte er 1923 nach Frankreich zurück und wurde Journalist. Chastenet schrieb bis 1930 für die L’Opinion und anschließend bis 1932 für die Revue politique et parlementaire. Schon 1931 wurde er Mitherausgeber der Tageszeitung Le Temps, die 1942 ihr Erscheinen aufgrund der Kriegsereignisse einstellen musste. 1934 bis 1940 war er außerdem Vizepräsident des Pariser Presseverbandes. Im Zweiten Weltkrieg war Chastenet Mitglied der französischen Militärmission in Ägypten und beriet die Union française zwischen 1952 und 1958.
Chastenet schrieb zahlreiche Bücher zur Geschichte und Politik Frankreichs sowie Biografien zu George Wellington (1945), Raymond Poincaré (1948), Elisabeth I. (1953) und Winston Churchill (1956) und Léon Gambetta (1968). Er wurde 1947 zum Mitglied der Académie des sciences morales et politiques und 1956 zum Mitglied der Académie française gewählt.

## Ehrungen und Auszeichnungen
- 1947: Mitglied der Académie des sciences morales et politiques
- 1956: Mitglied der Académie française
- Großoffizier der Ehrenlegion
- Großkreuz des Ordre national du Mérite
- Croix de guerre 1914–1918
- Ordre des Palmes Académiques

## Werk
- Du Sénat constitué en Cour de Justice, Rousseau, 1918
- William Pitt, Fayard, Paris, 1941
- Godoy, Prince de la Paix, Fayard, Paris, 1943
- Vingt ans d’histoire diplomatique, 1919–1939, Le Milieu du monde, 1945
- Wellington, Fayard, Paris, 1945
- Le Parlement d’Angleterre, Fayard, Paris, 1946.
- Les Grandes heures de Guyenne, Colbert, 1946.
- Le Siècle de Victoria, Fayard, Paris, 1947.
  - deutsch von Adolf Heine-Geldern: Victoria und ihr Zeitalter, Styria, Graz/Wien/Köln 1959.
- Raymond Poincaré, Julliard, Paris, 1948.
- La France de M. Fallières, Fayard, Paris, 1949
- Histoire de la IIIe République, Tome I. L’Enfance de la Troisième (1870–1879), Hachette, Paris, 1952
- Elisabeth Ière, Fayard, Paris, 1953
- Histoire de la IIIe République, Tome II. La République des Républicains (1879–1893), Hachette, Paris, 1954
- Histoire de la IIIe République, Tome III. La République triomphante (1893–1906), Hachette, Paris, 1955
- Winston Churchill, Fayard, Paris, 1956
- Histoire de la IIIe République, Tome IV. Jours inquiets et jours sanglants (1906–1918), Hachette, Paris, 1957
- Quand le bœuf montait sur le toit, Fayard, Paris, 1958
- Histoire de la IIIe République, Tome V. Les Années d’illusion (1918–1931), Hachette, Paris, 1960
- La vie quotidienne en Angleterre au début du Règne de Victoria, 1837–1851, Hachette, Paris, 1961 (La vie quotidienne)
- Histoire de la IIIe République, Tome VI. Déclin de la Troisième (1931–1938), Hachette, Paris, 1962
- Histoire de la IIIe République, Tome VII. Le drame final (1938–1940), Hachette, Paris, 1963
- La guerre de 1914–1918, Hachette, Paris, 1964
- L’Angleterre d’aujourd’hui, Calmann-Lévy, Calmann-Lévy, 1965
- La vie quotidienne en Espagne au temps de Goya, Hachette, Paris, 1966
- Histoire de l’Espagne, Hachette, Paris, 1967
- En avant vers l’Ouest. La conquête des États-Unis par les Américains, Perrin, Paris, 1967
- Léon Gambetta, Fayard, Paris, 1968
- De Pétain à de Gaulle, Fayard, Paris, 1970
- Cent ans de République, 9 vol., Tallandier, Paris, 1970
- Quatre fois vingt ans, Plon, Paris, 1974